# 龚雪
龚雪（1953年3月16日—）女，上海人，中华人民共和国影视演员。

## 生平

### 早年生涯
龚雪家的祖屋是上海市浦东新区唐镇前进村唐家村民小组龚家宅。龚雪的父亲是鸿翔时装公司的橱窗设计师，他与青鸟照相馆的一位女性高级摄影师相爱并结婚。1953年3月16日（农历二月初二），龚雪出生。
龚雪的母亲是一位电影和文学爱好者。龚雪出生当天，其母本来要让丈夫陪着去电影院看新上映的电影，但一出家门便觉不适，丈夫连忙送她去医院，当天便生下龚雪。这天正好下雪，龚雪的母亲便给孩子起名叫“雪”。
龚雪家在重庆北路一个老式里弄的一幢石库门房子的二层。龚雪因受家庭影响，自幼便对艺术感兴趣，喜爱书法、绘画，更爱好表演。和母亲一样，龚雪也酷爱看电影。但母亲爱看文艺片，龚雪则喜爱战争片，仅《小兵张嘎》就看了八遍。战争片看多了，龚雪非常渴望去当兵。龚雪的外祖父则期望龚雪以后当个有学问的人，龚雪的父母也希望她能考入大学，以弥补他们未能进大学的遗憾。
1960年，龚雪进入延安东路小学。

### 文革爆发
1966年，龚雪进入上海成都中学初中部学习。文化大革命爆发后，很快掀起了红卫兵大串联的热潮，龚雪和小学、中学的两位同学兼好友黄英华、王晋伊坐上火车来到南京串联，被接待人员安排在一所破庙中的“红卫兵接待站”住宿，但床上爬满虱子，三个小姑娘只好合衣坐了一通宵，天亮后便离开接待站，在街头看到许多大字报，以及批斗“牛鬼蛇神”的场面，到处都是震耳欲聋的口号声和广播声，三位小姑娘吓得赶紧挤上南下的火车回到上海。
文化大革命开始后，红卫兵查出了龚雪父亲的“海外关系”，父亲从过去活跃地写字作画、种花养鸟、唱戏听录音机一下子变得沉默寡言。龚雪的母亲当时是上海一家知名的摄影图片社的经理，文化大革命爆发之后被打成“走资派”，后来又被打成“反革命”。在单位，龚雪的母亲胸前被别上了“牛鬼蛇神”的符号，随后她单位的造反派在1966年到龚雪家抄家，龚雪吓得拉着妹妹龚莹逃出家门，游走到人民广场，坐在一块残缺的石柱上久久不愿回家。之后，龚雪学校的红卫兵组织把龚雪叫到学校，命令她交待家里的问题，龚雪说，“我们家什么问题也没有。”结果被一句“没有问题会抄家？”噎得说不出话来。后来，里委会命令龚雪的父母打扫里弄。当时，龚雪的父母要上班、接受批判、写交待材料，还要做家务，每天忙到深夜。龚雪不惧怕旁人的讥笑蔑视和流言蜚语，每天早晨带着妹妹打扫里弄，比父母去得早，以替父母分担劳动。这段经历对龚雪以后成功出演《好事多磨》中的刘方、《大桥下面》中的秦楠都有很大帮助。

### 插队生活
1969年，龚雪自上海成都中学毕业。此后在家等待分配，其间阅读了《红楼梦》、《红与黑》等“禁书”，并且随父亲、哥哥继续学习书法、绘画。龚雪的父亲是太乙拳传人钟福康的师弟，钟福康在中华民国时期拜太乙拳师高守武（青岛国术馆馆长高凤林的亲侄子）为师，中华人民共和国时期为上海溶剂厂的会计。龚雪出生后，因为钟福康当时尚无女儿，龚雪的父母便让龚雪当钟福康的干女儿，龚雪自幼常在钟福康身边，称钟福康为“爸爸”。1969年，因龚雪身体单薄，缺乏运动，钟福康便带龚雪到复兴公园练武术，龚雪练功不怕苦累，毅力惊人，从每天清晨站桩、站架子开始练起，后来能脚过头顶、“一字开”下巴可碰到足尖、倒卸腰呈弓形，其太乙步法、制敌退步练得纯熟，外人不得近其身。龚雪一直练到1970年去插队之前。
1970年3月25日，龚雪自上海启程赴江西省分宜县杨桥公社农村插队落户，在这里劳动三年。龚雪等同学来到杨桥公社之后，公社将其中包括龚雪在内的15名同学分配到坡下大队。同学们将当地老乡的土话听成了“坡下格勒”。想到苏联列宁格勒曾在二战中有“列宁格勒大战”，同学们便将在这里从事农业劳动称为“坡下格勒大战”。龚雪经过几次“坡下格勒大战”的考验，加入了共青团，被选为“知青班副班长”、“知青积极分子”。
当时，知青离开农村的唯一前途就是去当兵。但当兵的机会很难。龚雪与同学黄英华、王晋伊都是过去少年宫舞蹈队的队员，决定从文艺方面寻找突破，每天早晨开始练功。后来，坡下大队的大队长让她们组织其他部分知青以及当地青年成立“宣传队”，白天在生产队劳动，晚上走一小时山路到大队排练、演出。这支坡下大队的宣传队越来越有名。此后，杨桥公社成立宣传队，龚雪与同学黄英华、王晋伊又都被选入公社的宣传队。因为生产队离公社很远，公社便将三人都暂调到公社，安排在社办工厂的金工车间当工人，其中龚雪担任钳工。平时她们在工厂劳动，要演出时再抽调出来排演。
1972年春节前，龚雪与黄英华、王晋伊排练舞蹈，准备春节为贫下中农演出。由于缺乏排练场地，她们在不平整的土地上排练时，龚雪的右脚扭伤，此后又被赤脚医生误诊，伤情越来越重。龚雪怕家人担心，不肯告诉家人，只写信告诉了父亲的太乙拳师兄钟福康的女儿钟孝燕，当时钟孝燕正在江西省景德镇农村插队。钟孝燕偷偷将龚雪受伤的消息告诉了钟福康，钟福康又告诉了龚雪的母亲。龚雪的父母得知后，连忙要求龚雪回上海治疗，起初公社不同意放人，但最终还是在春节前同意龚雪回上海治伤。经上海的医院诊断，龚雪足部骨折，若再耽误治疗，甚至有可能变成残疾。经过治疗，龚雪的脚伤终于治愈。

### 文艺事业
1973年，上海电影制片厂恢复故事片生产，根据上级指示要重拍电影《年轻的一代》，需要饰演林岚的青年演员。龚雪家的一位亲戚有位关系较远的女性朋友，与上海电影制片厂有点间接的关系，这位朋友要了几张龚雪的照片向摄制组推荐。结果摄制组竟然派来副导演武珍年以及演员洪融这两位女工作人员到龚雪家访问，通知龚雪一个月之后参加面试。龚雪很兴奋，开始阅读剧本，并且请上海青年话剧团的演员冯淳超指导排练林岚的戏。然而此时，摄制组又找到李秀明。龚雪和李秀明共同参加了面试，虽然张瑞芳等人喜欢龚雪富有激情的表演，但最终龚雪仍被淘汰。上海电影制片厂希望留下龚雪当演员，想让她在另外一出小戏中担任主角，杨桥公社则怕担“破坏上山下乡”的嫌疑，不肯同意身为知青的龚雪调离。此后，龚雪报考了上海戏剧学院表演系，但因为同样原因而未被录取。
本来龚雪已经收拾行李准备返回杨桥公社，恰逢1973年中国人民解放军第68军某师宣传队在上海招文艺兵，龚雪一考即中，成为一名文艺兵，开始了八年的部队生活。该宣传队设在江苏徐州的第68军分部。龚雪第一次参加拉练时，部队每天要走一百多里地，龚雪从未经历过这种强度的拉练，所以不久脚上便磨出许多水泡。但她仍一瘸一拐地跟着部队行进，还坚持打快板参加宣传，战士们见到龚雪这滑稽的样子，都称她为“铁拐李”，还为她喊“加油”。首长让龚雪上收容车，龚雪坚持不肯，硬是走到了目的地，没有掉队。拉练结束后，龚雪获得了部队首长的表扬。在宣传队，龚雪担任舞蹈演员，参加了许多演出。
1973年底至1974年初，她随所在的第68军某师宣传队参加了长春电影制片厂的电影《车轮滚滚》的协拍演出，充当群众演员，这是她第一次拍电影。起初她只扮演一名群众，后来该片导演尹一青、演员达奇等长春电影制片厂人员发现了龚雪的才华，导演特意加了一段戏，让她在一次拍摄两队民工会合的场面时，扮演其中一队民工的领队，这是一个大场面，从镜头里能远远看见民工队伍中走出两个人影，却看不清面容。龚雪依然非常高兴，还致信家中，让父母、哥哥、妹妹都去看这部电影里的自己，不久其母给龚雪回信称，没在电影中看见龚雪，原来这个镜头最终被剪掉了。虽然最终未能出镜，但在这三个月的拍摄中，龚雪对电影拍摄有了初步了解。
1974年下半年，全军要开展调演，总政话剧团准备重排话剧《万水千山》，需要一名饰演小卫生员的演员，遂派谭棠到上海物色。谭棠找到冯淳超，请冯淳超推荐演员。冯淳超推荐了龚雪。龚雪到北京参加了此次调演。调演结束之后，总政话剧团在此次调演借调来的上百人中，仅留下三人转为该团的正式团员，龚雪便是其中之一，担任话剧演员。从此，龚雪成了一名正式演员。在总政话剧团，龚雪先后参加了话剧《万水千山》、《东进、东进》、《柜台》等剧目的演出，还曾兼任报幕工作。团里专门请老师给龚雪等青年演员上表演课、台词课、剧本分析课等等。在此期间，上海电影制片厂导演刘琼、副导演宋崇筹拍一部电影，宋崇有一天到朋友家玩，看见了几张龚雪的照片，便向刘琼推荐了龚雪，后来刘琼让龚雪试戏后，决定她出演该片中一个重要角色，还派宋崇到总政话剧团洽谈龚雪拍片事宜，但因龚雪演出任务繁忙，总政话剧团未同意宋崇的请求。龚雪与电影失之交臂。

### 步入影坛
1979年的一天，龚雪正在首都剧场观看话剧，巧遇长春电影制片厂当年拍摄《车轮滚滚》时的摄制组人员，他们此时正在北京寻找电影《灯》（尹一青导演）的女主角扮演者，遂看中龚雪。此后经过试戏，决定龚雪出演《灯》的女主角，但长春电影制片厂向总政话剧团借调龚雪时未能成功。此后，又有几家电影制片厂的摄制组找龚雪担任女主角，但也都被总政话剧团拒绝。已经26岁的龚雪对出演电影已不抱希望。
1979年春节，大年初一晚上，因北京路上结冰，龚雪骑车摔倒，右手腕骨折，到北京积水潭医院治疗。春节过后，龚雪向总政话剧团请假回到上海家中，但在同济医院复查时发现接骨错位，为了自己的表演事业，龚雪毅然忍痛让医生将接好的骨头生生打断，再重新接上。此后右手腕痊愈。龚雪治疗期间，总政话剧团在外巡回演出未归。龚雪接近痊愈时，长春电影制片厂的电影《祭红》摄制组到上海找到龚雪，请她出演女主角。《祭红》的导演张辛实是听《灯》摄制组人员的介绍才决定起用龚雪的，他派出李副导演到北京找总政话剧团请求借调，总政话剧团考虑到剧团演出未归，龚雪尚无演出任务，便同意了。这是龚雪银幕生涯的开端，此后龚雪再也没有回到总政话剧团。
1979年初夏，龚雪来到长春电影制片厂电影《祭红》摄制组，在片中同时饰演程莹童及其女儿周莹童，以及古代人物莹童，共三个角色。这是龚雪的电影处女作。为演好角色，龚雪非常努力。例如，为演好挑担的镜头，她在外景地一大早便挑着两桶水出门，从一楼挑到四楼，再从四楼挑到一楼，不断往返，直到双肩红肿，内衣湿透。她还在江西景德镇拜女陶瓷艺人为师，亲手烧出一只像“祭红”般颜色的小花瓶和印泥缸。但她在表演中过于用力，并未获得成功。早在第一批样片放映时，长春电影制片厂就有不少人建议导演张辛实换人，但张辛实爱护青年演员，力排众议，坚持用龚雪，并且未将厂里的反对声浪告诉龚雪。看完第一批样片后，经过张辛实导演的教诲，龚雪积极向浦克等老演员请教，又看了一些电影表演方面的理论书籍，逐渐摸索电影表演技巧。这部反映平平的处女作给龚雪带来了难得的经验。
1980年初，上海电影制片厂青年导演宋崇拍摄电影《好事多磨》（叶丹、黄进捷编剧），这是宋崇第一次独立执导电影拍摄。宋崇急于寻找女主角刘方的扮演者，然而当时上海电影制片厂的青年女演员都在拍摄该厂的几部重点片。上海青年艺术剧院的演员沈光炜向宋崇推荐了龚雪。宋崇希望用本色演员出演，认为海军女技术员刘方这一角色与龚雪有相似之处，龚雪试镜之后获得汤晓丹、张瑞芳等前辈看好，宋崇乃决定用龚雪。宋崇请当时中华人民共和国文化部副部长石西民之女石晓华导演赴总政话剧团游说，成功使总政话剧团同意借调龚雪。当时，龚雪很瘦，在电影《祭红》中又表现不够理想，所以摄制组对起用龚雪颇有争议，但导演宋崇拍板决定，龚雪来到上海电影制片厂出演《好事多磨》。该片拍摄的第一场戏是1980年4月19日在上海化工学院大礼堂拍摄的“红卫兵揪斗刘方”，其中刘方为维护父亲而遭受毒打。导演诱导龚雪“从自我出发”，“我演我”。龚雪陷入对往事的回忆，想到文化大革命中老师和母亲受到的屈辱，想到自己被抄家遭红卫兵训斥谩骂时不服而怨怒的情景，随即入戏，说出了“我爸爸……他是个好人”的台词。这场表演获得成功后，龚雪对演出越来越有信心。《好事多磨》中，龚雪有200多个特写与近景镜头，都需要用眼睛做戏，龚雪的一双“会说话的眼睛”不负众望。这是龚雪从影之前便开始练习眼睛的瞪、扫、开、闭的结果。龚雪说：“心里有了眼里才有，心里说话眼睛才说话。”该片使龚雪的演技很有提高。当龚雪红着眼圈从上海电影制片厂的小放映间看完样片出来，编剧之一的黄进捷夸奖龚雪说：“刘方同志，你演得不错！”周围的人听到黄进捷把龚雪叫作刘方，都哈哈大笑，龚雪也欣慰地笑了。此片上映后获得成功。两年后，龚雪又接拍了导演宋崇的电影《快乐的单身汉》。
《好事多磨》即将完成时，上海电影制片厂的人们惊奇地发现龚雪正在偷偷抽烟，一时议论四起。后来大家才得知，这是龚雪为拍摄电影《七月流火》做准备。《好事多磨》之后，龚雪发现了自己在表演上的局限。她的表演和其为人一样，含蓄内在、善良温柔、平易近人、感情深挚复杂，她擅长表现温柔、恋爱、哀怨的角色。为此，她希望尝试欢快、粗犷的角色类型。龚雪说：“如果我一直不演这种角色，那我就永远不会演这种角色。”1980年，导演叶明拍摄根据于伶的话剧《水横枝》改编的电影《七月流火》，找到龚雪扮演舞女倪岫云。这是个正直、爱国但又倍遭屈辱的角色，生活在1920年代至1930年代的上海滩。龚雪为此努力揣摩练习老上海舞女的形象，练习穿旗袍、高跟鞋，出入舞厅、咖啡厅，学习跳舞、抽烟、点烟，练习手势和步态。龚雪还研究倪岫云的个性，使表演做到形神兼备。1980年10月13日夜，一股寒流袭击上海，当夜正在拍摄一场炎热的夏夜的戏，龚雪等几位青年演员却都提出要继续拍戏，龚雪穿着短袖旗袍，与群众演员们一起在寒风中瑟瑟发抖。导演叶明让演员披上大衣排戏，拍摄时再脱掉。经过两昼夜的奋战，终于拍完了电影中只有短短几分钟的“倪岫云下车，行人混乱”的镜头。
龚雪本身是个正直、纯真、富有事业心的女性。但在表演中，她有意出演与自己完全不同的人物，以提高演技。龚雪拍完《七月流火》之后，又参加了电影《楚天风云》的拍摄。1981年，导演桑弧拍摄茅盾的《子夜》，本希望请龚雪饰演纺织女工朱桂英，但龚雪读完剧本后，要求出演破落地主家小姐冯眉卿。这是一个爱慕虚荣、无知轻浮的小家碧玉。龚雪认真分析了这个人物，并且请该片的导演桑弧、表演顾问孙景路帮助。结果龚雪成功饰演了这个与自己的本色较远的角色，获得了谢晋等老电影人的称赞。

### 接受打击
出演电影《子夜》之后，龚雪又主演了汤化达导演的电影《石榴花》。拍摄电影《石榴花》时，龚雪学习哑语，体验残疾人的心理；在吉林省拍摄外景时，为使场景像上海的冬天，需要减少演员口中的哈气，龚雪不顾零下几十度的严寒，大口吞冰，“消灭热气”。由于此片又获成功，龚雪终于从总政话剧团调入上海电影制片厂演员剧团，正式成为专业电影演员。当时龚雪已经快30岁了，所以上海电影制片厂对是否调她入演员剧团存在争论，最终考虑到她已为上海电影制片厂拍摄了五部电影，还是将她调来。龚雪的户口也随之迁回了上海。
在龚雪拍摄电影《石榴花》最后一些镜头时，恰逢导演谢晋投拍电影《秋瑾》。谢晋起初主动拍板邀请龚雪扮演秋瑾。这一爆炸性消息一传出，谢晋的一些朋友便持怀疑态度，但谢晋仍对记者们力挺龚雪，各种报刊纷纷作出报道，弄得全国观众都得知龚雪要出演秋瑾。龚雪对有机会扮演这位和自己的形象与性格迥异的女性十分兴奋。1982年3月，在拍完《石榴花》之后，龚雪立即到《秋瑾》摄制组报道。她拜上海市体育宫武术教练何伟琪为师，练习剑术。她还继续练书法、背诵诗词。不少记者也就出演秋瑾采访龚雪。但将近半年之后，谢晋动摇了，该片改用李秀明扮演秋瑾，龚雪被顶替。龚雪得知后倍感委屈和耻辱，为此在摄制组痛哭失声，坐公共汽车回到家后蒙着被子又哭了一场。次日她依旧到上海市体育宫练剑。几天后，有位朋友来看她，见她正独自画国画葡萄，便无意问道：“龚雪，这葡萄的味儿是甜的还是酸的？”龚雪苦笑说：“我现在只感到酸味了！”一段时间后，谢晋给龚雪写了一封信，令龚雪更为伤心。龚雪遂将自己写的秋瑾诗词付之一炬，同时将收集的秋瑾材料锁进橱内，与秋瑾诀别了。
正当龚雪对遭到抛弃深感痛苦失落时，宋崇导演请她出演电影《快乐的单身汉》的女主角丁玉洁。龚雪很喜欢这个人物，1982年8月14日，她来到《快乐的单身汉》摄制组报到。片中的“丁教授家”是苏步青教授家。而单身宿舍则是上海交通大学的一幢即将拆除的旧楼，演员们真的住了进去，把该楼变成了名副其实的“快乐的单身汉楼”。崇尚生活化表演的宋崇希望让演员们生活在一起，形成戏剧与生活水乳交融的状态。为拍摄《快乐的单身汉》，龚雪亲自到船厂的缎工车间打铁。每天坐在一起化妆时，龚雪、刘信义、马晓伟、郑星等演员互相拿对方的笑话开涮，经常笑得从椅子上滑下来，化妆师只好命令大家“不许再笑”。这部电影获得了成功，龚雪为此也高兴起来，常对人说：“是宋导演把我从‘深渊’中捞起来的！”
在龚雪拍摄《快乐的单身汉》的同时，1982年至1983年，导演黄祖模拍摄汉朝天文学家张衡的传记故事片《张衡》，请龚雪出演张衡的未婚妻兰竹。这是龚雪首次拍摄古装片。龚雪拜老演员为师，学习古人的动作和姿态，使自己身上散发出古代人的气息。在“枫林送别”这场戏中，龚雪将迫于父命而与未婚夫张衡离别的无语哽咽、柔肠寸断的真挚深情演绎得动人心魄。龚雪擅长书法，故片中兰竹书写的镜头由龚雪亲笔书写，不用替身。龚雪在日记中写道：“演好每一个角色，都是在艺术道路上前进了一步，我要珍惜这每一步。”同时出演两部电影，每天工作十几个小时，让龚雪从《秋瑾》的阴影中走了出来，恢复了自信。
《快乐的单身汉》上映后，龚雪很想听听观众的意见。1983年初夏的一个夜晚，龚雪来到上海市中心的一家电影院，等熄灯开映后才进场观看，听到了观众对自己表演上的议论，在影片未映完时便离场，没有引起观众的注意。有位小伙子对女友说：“龚雪演的电影，总像龚雪演的。”这引起了龚雪的思考。龚雪从电影院一直走回了家。

### 双料影后
在拍摄《快乐的单身汉》之后，1983年初，应导演白沉的邀请，龚雪出演电影《大桥下面》的女主角秦楠。这次是上海电影制片厂领导向遍寻女主角不成的白沉推荐了龚雪，白沉考虑再三，决定请龚雪出演，但反复叮嘱龚雪“演秦楠，你一定要深沉，深沉，再深沉！”秦楠是一个复杂而多侧面的女性角色，是一位28岁的未婚妈妈，既是姑娘，又是母亲，从农村插队回到上海后，成为个体裁缝。龚雪接受了白沉的邀请，然而阅读剧本后，发现自己并不喜欢秦楠，觉得演一个私生子的妈妈、摆摊的个体裁缝，并不体面。她甚至向白沉提出取消“私生子”这一情节。白沉为龚雪分析了秦楠这个人物，指出秦楠并不是个消极的弱者，而是积极向上、坚强生活的强者。龚雪被说服了，对秦楠有了新的认识，终于理解并喜爱上秦楠。白沉也向龚雪指出，饰演秦楠也是龚雪改变自己、走性格化路子的好机会。
第一次听到在片中扮演其儿子的方超叫她“妈妈”时，龚雪脸红心跳。为演好秦楠这位年轻的母亲，龚雪向自己的母亲请教如何当妈妈，观察自己姐姐与孩子的关系，又在生活中与小演员方超真正建立起母子般的感情。龚雪和方超一起吃饭、游戏，给方超讲故事，还和饰演男主角的张铁林一起带方超逛街。“六一”国际儿童节，龚雪也像其他母亲一样，给方超买了一个书包当作节日礼物。为了熟悉上海的个体裁缝的生活，龚雪戴着大口罩到城隍庙、五原路一带观察裁缝摊，看得时间久了，一位个体裁缝姑娘问龚雪是否要做衣服，龚雪连忙摇头离去。一次，龚雪见到有位个体裁缝姑娘遭受顾客责骂，姑娘一声未吭，眼中饱含泪水。还有一次，龚雪到朋友家做客，弄堂里有位叫阿三的劳教释放男青年开的小百货摊开张，放鞭炮庆祝，有两个看热闹的姑娘说的话很刺耳，但阿三听见后，面无表情地挺胸站在那里，龚雪从他的目光中看出了勇气和对新生活的向往。从这些人物身上，龚雪看到了秦楠的影子。
龚雪在表演中分寸拿捏得当，注意秦楠性格感情的复杂性和矛盾心理，成功展现了秦楠表面冷漠沉静、内心热情并富有自尊和理想的形象。龚雪也成功地表现了这位带着孩子的年轻母亲的形象。《大桥下面》取得了极大成功，获得文化部1983年最佳影片一等奖，龚雪也凭借此片获得上海电影制片厂举办的“1983年度小百花奖”最佳女主角奖，后来又同时获得1984年的金鸡奖、百花奖最佳女主角。秦楠这一形象在多个刊物联合举办的“我最喜爱的银幕上的青年形象”评选中，获得407130票，名列第一。
龚雪在白天拍摄《大桥下面》的同时，晚上还拍摄故事集锦《浪花细沙》中的“雨夜”，饰演骑车姑娘陈静。由于拍摄辛劳，龚雪疲惫不堪。1983年7月初，龚雪在杭州拍完了《大桥下面》最后几个镜头之后，为了准备同年8月赴加拿大参加国际电影节，上海电影制片厂将龚雪送入杭州一家部队疗养院疗养。这时，黄祖模导演的电影《华佗与曹操》中饰演华佗夫人云卿的演员吴海燕因被西安电影制片厂借去拍《水镇丝情》而未能如期参加拍摄，《华佗与曹操》全剧搁浅。龚雪刚疗养四天，便应邀临时出演云卿，与饰演华佗的中国青年艺术剧院演员郑乾龙配合。拍摄的第一场戏是华佗被抓走，云卿自堂屋奔到大门，在门口摔倒。龚雪一遍遍地奔跑、摔倒、爬起，直到腿和胳膊摔得发紫。1983年8月8日，龚雪在上海江湾拍摄了最后一组场地景的镜头，穿着厚实的古装冒着酷暑反复扑倒在坚硬的地上，表现华佗罹难后云卿的悲痛。拍完后，龚雪浑身布满伤痕。她较为圆满地完成了云卿的拍摄工作。
1983年8月17日，以段吉顺为团长，龚雪参加的中国电影代表团应邀赴加拿大，参加第七届蒙特利尔国际电影节，故事片《牧马人》、《阿Q正传》参加会外放映。电影节结束后，代表团又访问了美国纽约、华盛顿等城市。在电影节期间，龚雪观看了一些外国优秀影片，如今村昌平导演的《楢山节考》，其中清川虹子饰演的阿玲婆，给龚雪留下了深刻印象。回到上海后，龚雪很快又参加接待朝鲜电影代表团。接待结束后，龚雪终于病倒了。仅养病几天，龚雪便去参加了《华佗与曹操》的配音。随后又拍摄了华佗迎亲的戏，结果小毛驴将她从背上摔下，还踩伤了她的脚趾。
1984年春节前夕，龚雪应上海电视台之邀，拍摄春节联欢节目《春光好》 ，与张铁林再度合作，扮演一对举行婚礼的新婚夫妇。
1984年3月，龚雪接受导演江雨声邀请，再次与张铁林合作，出演《多彩的晨光》中的雁玲，不过该片反响平平。1984年6月2日，龚雪从《多彩的晨光》外景地来到济南，参加了金鸡奖、百花奖授奖大会，凭《大桥下面》的秦楠一角同时获得金鸡奖、百花奖最佳女主角，在大会上她念了一首小诗，其中有“我在你们的眼里；你们，在我的心里。”
1984年9月下旬，中国电影代表团一行九人，即团长孙长城，副团长孙道临，团员项堃、刘晓庆、潘虹、王馥荔、龚雪等人，赴香港参加“中国电影展84”首映典礼。他们先后出席了首映典礼、首映酒会、国庆晚会，参观了邵氏电影公司以及香港的各处景点。一日，他们乘船到“珍宝海鲜舫”赴宴，餐毕后偶见有人在大厅内的一套龙椅上拍照，他们顿时兴起，孙道临坐上龙椅扮皇帝，龚雪坐在他身旁当皇后，王馥荔和潘虹一人执一把扇子站在两侧充当宫女，拍下了一张照片，大家笑成一团。 1984年9月25日至10月13日，应新加坡邀请，电影局派出以珠江电影制片厂厂长孙长城为团长的中国电影代表团一行9人，赴新加坡参加中国电影周活动。代表团成员有秘书长林钢，团员孙道临、项堃、潘虹、王馥荔、刘晓庆、龚雪和中影公司处长张润昌。
1984年11月6日至19日，根据中影公司与日本东光德间株式会社协议，日本举办中国电影周，中华人民共和国文化部派出以副部长丁娇为团长，张骏祥、胡健为副团长的中国电影代表团10人，携影片《大桥下面》、《寒夜》、《雷雨》、《华佗与曹操》、《漂泊奇遇》等片，赴日本参加此次中国电影周活动。代表团团员均为演员，包括潘虹、顾永菲、薛淑杰、龚雪、张闽、张伟欣和翻译张润昌。
1985年初，龚雪在广州参加了全国性的电影表演艺术研讨会。中央新影为此次会议拍摄了纪录片《中国影星大聚会》，龚雪也在片中多次出现。不久，她参加了八省市青联慰问团赴老山前线慰问。有位排长将一本沾漫血渍的笔记本交给龚雪，笔记本第一页贴有龚雪《大桥下面》剧照，这是位名叫丁严龙的战士的唯一遗物，龚雪得知后眼泪止不住地流。前线全体指战员还将用炮弹壳雕刻的和平鸽杯赠给了龚雪。从老山前线归来后，龚雪应上海电视台导演郭信玲之邀，在电视剧《秋海棠》中同时饰演母女二人。《秋海棠》一剧获得了1986年《大众电视》第五届“金鹰奖”优秀电视连续剧奖。
龚雪很期待听到观众对自己的表演提出的意见。电影公映时，她常自费购买电影票，戴着口罩进入电影院和观众一起看自己的电影，听观众间的议论。她写下了大量艺术笔记及文章。除了表演之外，龚雪还一直热爱书法、绘画。她的国画《葡萄图》参加了上海影协和《上影画报》联合主办的“影人画展”，获得好评。龚雪曾就此画问朋友：“这葡萄的味是酸还是甜？或者有甜也有酸？”

### 结婚赴美
拍摄《快乐的单身汉》的时候，将近30岁的龚雪仍然单身。龚雪的妈妈很着急，催龚雪考虑终身大事，龚雪被逼得无话可说，蹦出一句“我也是一个快乐的单身汉！”接着蒙上被子笑得死去活来。当时龚雪的妈妈偷偷拉着宋崇导演说：“老大哥，龚雪那么大了，你们赶快给她想办法找一个啊！”宋崇问龚雪，“龚雪，你想找一个什么样的呀？”龚雪说自己的标准很“简单”，一要身高1米80，二必须有大学以上学历，三是要知识分子家庭，四是本人要有事业，五是要有才华，六是要长的不丑，七是要有幽默感，八是她演爱情戏时，和人拥抱接吻，他不吃醋。在这“简单”标准下，龚雪一直没找到合适的对象。
1985年4月，《大桥下面》参加了在美国举行的“中国电影周”，龚雪作为中国电影代表团成员，也来到美国访问，先后访问了洛杉矶、华盛顿、纽约、旧金山、奥斯汀等地，这是龚雪继1983年之后第二次访问美国。在访问好莱坞时，龚雪看了电影《苏菲的抉择》，其中梅丽尔·斯特里普的表演给龚雪留下的印象极深，龚雪激动得一夜未睡。访问美国奥斯汀期间，龚雪结识了正在德克萨斯大学奥斯汀分校留学的博士生张迅。分别后，二人开始通信。张迅回国度假时，还曾赴上海看望龚雪，展开爱情攻势。张迅是杭州人，原是北京大学研究生，后公费派赴美国德克萨斯大学奥斯汀分校攻读化学博士学位，身高1米80，很帅气，富有幽默感，懂文艺，爱好摄影。龚雪的心终于被张迅征服。
龚雪到杭州看望了张迅的父母。张迅的父亲是教师，母亲是一般干部，张迅还有一位姐姐。张迅的父母一见到龚雪就说：“喲，长得和电影里看到的一模一样！”大家都笑了，彼此的距离顿时缩短了很多。
二人原准备1985年底结婚。后来，因龚雪出演《秋海棠》，婚期改在1986年5月、6月间，张迅回国度假时举行。但龚雪应邀出演中日合拍的电视剧《不知其名》，这是中日首次合拍电视剧，婚期再度推迟。龚雪决定在日本拍完《不知其名》之后，便直接赴美国结婚。德克萨斯大学奥斯汀分校则通知龚雪，只要通过了语言关，便可入该校的广播、电影、电视系进修。
1986年，33岁的龚雪在自己事业的巅峰期从日本直接飞往美国与张迅结婚，此后离开了电影圈，成为全职太太。龚雪到美国后，1988年11月生下了她和张迅的女儿张遐（英文名“Alice”即爱丽斯）。为了陪伴女儿成长，龚雪曾经推掉许多电影的片约。除1993年曾经回中国参加宋崇导演的电影《股市婚恋》的拍摄之外，再未参加电影拍摄。
龚雪随张迅先在美国南部的德克萨斯州奥斯汀生活了两年。张迅获得博士学位后，全家迁居纽约。两年之后，他们又迁居新泽西州，生活了四年，家离普林斯顿大学很近。最后，全家迁居康涅狄格州定居，到2006年已在该州定居十年。龚雪到美国后，先在德克萨斯大学奥斯汀分校学习语言，随后在该校通讯学院影视制作系学习，后来到纽约海外电视公司担任华语节目主持人，每周主持两三次，1993年前后担任该电视台制作的100集电视系列片《美国华裔风云人物志》的主持人。张迅获得博士学位后，先在美国国家实验室做博士后，后来就职于新泽西州的普林斯顿医药研究院，从事医疗诊断研究，最后在康涅狄格州东南部的辉瑞药业公司任高级职员，收入稳定。他和龚雪原先在新泽西州购买了房产；迁居康涅狄格州之后，改在长岛海峡北岸购买了一栋白色的大房子，龚雪将这栋房子和四周的草地、庭院装饰得清雅温馨。
来美国后，龚雪从未打工，丈夫张迅以及在美国的许多朋友给了龚雪较为安逸的生活。龚雪经常在家或在电影院看电影。
据说1991年，郑晓龙在纽约到处寻找女演员出演《北京人在纽约》中的郭燕、阿春。郑晓龙想请龚雪出演郭燕，便弄到了龚雪的住址及电话，很快和龚雪在电话里交谈了一次，当时龚雪已来美国五、六年。不久，在一次聚会上，郑晓龙见到龚雪，但龚雪那时显得非常消瘦和憔悴，郑晓龙便没有请龚雪出演郭燕。
1993年6月，龚雪在赴美国定居之后首次回中国，带着女儿来到上海探亲。导演宋崇得知龚雪回国后，随即邀请她出演电影《股市婚恋》中的女主角陈纯，这是一个颇为俊丽聪慧、温柔多情、性格内向深沉的离婚后的女性。龚雪未要片酬，并且为摄制组提供了拍摄启动资金10万元人民币。开拍之前，龚雪还曾到上海的证券公司学习股市知识，观察股民言谈与心态。该片是龚雪阔别影坛多年后的一部作品。与她搭档的是已经定居香港经营房地产业的马晓伟，二人曾在《快乐的单身汉》中合作过。
冰凌在主编《东方》杂志时，曾和龚雪、张迅夫妇谈好设一 “龚雪情调”栏目，张迅是位专业水平的业余摄影家，由张迅拍摄照片发给《东方》杂志。但后来该栏目因故未能办成。21世纪初，冰凌创办的《纽约商务》杂志开设“龚雪时尚”栏目，展示龚雪的情调与品位。
在美国定居期间，龚雪每年都会回上海。在美国二十年，龚雪拥有美满的家庭生活。丈夫张迅2005年出任长江实业集团和记黄埔医药（上海）有限公司副总裁，女儿张遐也已经考入罗德岛设计学院，龚雪夫妇遂在2006年变卖了房子和汽车，回上海定居。2006年9月中旬，全美中国作家联谊会、《纽约商务》杂志、东南康州华人协会、辉瑞药业公司的华人科学家们，在康涅狄格州海默顿的东王朝饭店，设宴欢送龚雪回国定居。朋友们在欢送会上热情赞颂龚雪，龚雪很害羞。
在行将回国之际，龚雪接受了冰凌的专访。龚雪称：
事业和生活都有个阶段性，我在追求事业的同时，非常向往有一个美满的家庭生活。我觉得对一个女人来说，美满的家庭生活很重要。当我的事业达到高峰阶段，我觉得我完成了事业阶段的追求，于是我就选择了家庭生活。结了婚，生了女儿，我过了十九年很知足的家庭生活。现在我的女儿也上大学去了，我可以开始新阶段的生活，我想我自己该做一些喜欢做的事了。
在回答冰凌提出的是否会重返影视圈，或出任主持人的问题时，龚雪称：
最主要看有没有我合适的角色。没有合适的角色，我不会演的。我也不太适合去当主持人。我以后会做一些自己喜欢的事。现在只是想回家，实际上我虽然住在美国，可我每年都回上海，对家乡心里总有一种不了情。

### 归国定居
2006年，龚雪与丈夫张迅回到上海定居。随后她参加了2006年10月28日在杭州举行的第15届金鸡百花电影节颁奖典礼晚会。2008年11月15日，龚雪接受了《似水流年——我们的银幕记忆》的采访，在《恋爱》和《结婚》这两集中现身。2009年10月17日，第18届金鸡百花电影节闭幕仪式暨颁奖晚会在江西南昌举行，颁发第27届中国电影金鸡奖各奖项，龚雪担任颁奖嘉宾之一。
2010年，在尤小刚导演的电视剧《8090向前冲》中，龚雪与石小群饰演一对婆媳。剧中龚雪饰演的婆婆对儿媳石小群非常挑剔，婆媳矛盾激烈，儿媳甚至在客人面前与婆婆公然开战。此片是龚雪自1993年出演电影《股市婚恋》之后，首次接拍的影视剧。
2011年10月22日，第20届金鸡百花电影节闭幕暨颁奖典礼在安徽合肥举行，龚雪作为颁奖嘉宾，颁发第28届中国电影金鸡奖评委会特别奖。

## 作品
电影作品
- 1979年《祭红》饰 程莹童、周莹童母女以及莹童
- 1980年《好事多磨》饰 刘方
- 1981年《七月流火》饰 倪岫云
- 1981年《楚天风云》饰 唐楚梅
- 1981年《子夜》饰 冯眉卿
- 1982年《石榴花》饰 石榴花
- 1983年《张衡》饰 兰竹
- 1983年《快乐的单身汉》饰 丁玉洁
- 1983年《大桥下面》饰 秦楠
- 1983年《华佗与曹操》饰 云卿
- 1983年《浪花细沙》之《雨夜》饰 陈静
- 1984年《多彩的晨光》饰 何雁玲
- 1993年《股市婚恋》饰 陈纯

电视剧作品
- 1985年《秋海棠》饰 罗湘漪、梅宝母女
- 1986年《不知其名》（中日合拍）饰 伍玉芳
- 2010年《8090向前冲》饰 蒋母（蒋天涯的母亲）

其他
- 1985年纪录片《中国影星大聚会》，龚雪在其中多次出镜

## 著作
- 龚雪，我和“阿信”一起拍电视，上海电视1986年第8期
- 龚雪，我演秦楠，演员谈电影表演——首届中国电影表演艺术学会奖颁奖大会论文集，1988年
- 龚雪，孙道临老师的另一面，新民晚报2008年1月21日

## 家庭
- 外祖父：庄先识，曾与鲁迅等人同期留学日本，受新思想影响，归国后在常州创办幼儿园、女子师范学校，后到南京国民政府教育部任职。抗日战争时期，拒绝到汪精卫政权的教育部工作，以教书为生，生活清贫。中华人民共和国时期，成为上海市文史研究馆馆员。
- 父：龚苑东。幼年丧父，十多岁便从浦东的老家来到上海，在一家中药铺当学徒。他曾学习京剧，多次登上舞台；曾在电台播音；曾入业余戏剧学校，参加话剧演出；学过修理无线电。中华人民共和国成立后，他才在夜校学完高中课程。最后，他成为南京路上一家服装公司的专职美工，负责橱窗设计、装潢设计等等。
- 母：庄彻。和丈夫龚苑东育有一子三女，龚雪排行第三。庄彻高中毕业后，被多所名牌大学录取，但因家庭贫苦，无钱继续读书，幸而考入开明人士办的大学，靠奖学金念书，但不久仍因家庭贫困而被迫退学，求职谋生。中华人民共和国成立后，她成为机关和企业的干部，直到退休。退休后，1980年代仍在上海人民美术出版社协助工作。
- 大哥：龚除。1966届高中毕业生。因为文革爆发而失去升学机会，去了崇明农场工作。粉碎“四人帮”后，考入大学的艺术系，毕业后在一家杂志社当美术编辑。
- 二姐：龚晨。被分配到上海一家仪表厂工作。粉碎“四人帮”后，仍继续在工厂工作。
- 四妹：龚莹。粉碎“四人帮”后，为演员，曾拍过若干电影、电视剧。[1]
- 丈夫：张迅
- 女儿：张遐